# Гашербрум III
Гашербрум III (7952 м) — вершина, що знаходиться в багатовершинному масиві Гашербрум хребта Балторо Музтаг гірської системи Каракорум, розташована на спірній території Гілгіт-Балтистан на кордоні із Сіньцзян-Уйгурським автономним районом КНР. Вершина розташована між горами Гашербрум II (8035 м) і Гашербрум IV (7925 м).
Перевищення Гашербрума III становить 355 м, що не відповідає загальноприйнятим 500 м для визначення незалежності гірської вершини, тому часто його розглядають як субпік Гашербрум II. Однак, багато географів використовують нижнє граничне значення для визначення незалежності гори і розглядають Гашербрум III як окрему вершину.
Гашербрум III був однією із найвищих нескорених вершин у світі до сходження в 1975 році польської команди альпіністів у складі Ванди Руткевич, Елісона Чадвік-Онишкевича, Януша Онишкевича і Кшиштофа Житовецкі.